# Arthur Piroton
Arthur Piroton (Vien, 4 juni 1931 - Anthisnes, 22 januari 1996) was een Belgische stripauteur die voornamelijk gekend was voor zijn stripreeks Jess Long.
In 1950 publiceerde hij zijn eerste verhaal "Le crime de Tolumont". Tussen 1955 en 1956 verschenen nog twee verhalen.
Zijn carrière nam een serieuze wending toen hij in 1956 in dienst trad bij Dupuis. Hij maakte er aanvankelijk illustraties voor Risque-Tout, Bonnes Soirées en Télé-Moustique. In 1958 begon hij kortverhalen te maken voor de educatieve stripreeks De verhalen van Oom Wim. Tussen 1962 en 1968 tekende hij voor Robbedoes de serie Michel & Dick. Het eerste verhaal uit deze serie, De grote raid, werd in 1963 in boekvorm uitgebracht. De overige verhalen verschenen uitsluitend in Robbedoes / Spirou. 
Met Paul Deliège maakte hij in 1968 de stripreeks De Krobbels onder het gezamenlijk pseudoniem "Max Ariane".
In 1969 ontstond Jess Long. Deze stripreeks, op scenario van Maurice Tillieux, verscheen eerst in Robbedoes en bleef hij tekenen tot 1995.
Arthur Piroton overleed op 22 januari 1996 te Anthisnes. Als eerbetoon werd op 11 oktober 1996, in aanwezigheid van zijn vrouw en vier kinderen, zijn woonstraat te Anthisnes omgedoopt naar Rue Arthur Piroton.